# Jair Rosa Pinto
Jair Rosa Pinto, detto Jair (Quatis, 21 marzo 1921 – Rio de Janeiro, 28 luglio 2005), è stato un calciatore e allenatore di calcio brasiliano, di ruolo attaccante.
Noto anche come Jajá de Barra Mansa (poiché la natia Quatis, oggi cittadina a sé stante, all'epoca era un quartiere di Barra Mansa), fece parte per sedici anni della Nazionale di calcio brasiliana, nel corso di una carriera che ne durò venticinque; fu uno dei giocatori più celebri del suo tempo. Morì a causa di un'embolia polmonare la mattina del 28 luglio 2005, che si verificò in seguito a un'operazione chirurgica che aveva subìto poco tempo prima, e dalla quale si stava riprendendo nell'ospedale di Lagoa, nella zona sud di Rio de Janeiro.

## Caratteristiche tecniche
Giocava come attaccante, più precisamente come ala sinistra, ed era un ottimo tiratore di calci di punizione, grazie al suo tiro potente e carico d'effetto: è uno dei primi giocatori a calciare «a giro», insegnando la tecnica ai giovani Chico e Pelé.

## Carriera

### Club
Iniziò la carriera nel settore giovanile del Vasco da Gama, società nella cui prima squadra giocava suo fratello Orlando, ma lasciò il club per soprannumero di giocatori.
Poco aiutato dalla minuta costituzione (a quindici anni pesava cinquanta chili), vide la sua prima opportunità a livello professionistico nel Madureira, partecipando al campionato Carioca del 1938, formando con Lelé e Isaías il trio d'attacco. Il Vasco da Gama gli offrì una seconda possibilità, stavolta nella squadra dei titolari, nel 1943; era il periodo in cui la squadra era denominata Expresso da Vitória. Nel 1946 lasciò nuovamente il club di Rio de Janeiro, non abbandonando però la città, dato che si trasferì al Flamengo. Le ragioni del suo allontanamento dal Vasco sono, secondo lo stesso giocatore, da ascrivere allo scarso salario che riceveva. Il periodo al Flamengo, dopo un iniziale andamento positivo, fu però breve, visto che nel 1949, in seguito a una sconfitta contro il Vasco per 5-2, la sua maglietta venne bruciata dai tifosi.
Jair decise così di firmare per il Palmeiras, inaugurando una stagione di vittorie, visto che tra il 1950 e il 1951 vinse Campionato Paulista, Torneio Rio-São Paulo e Copa Rio. Nel 1956 venne ceduto al Santos, dove tra l'altro seguì il giovane Pelé con lezioni individuali su posizionamento in campo e tiro, specialmente nell'anno 1959. Nel 1961 si trasferì al San Paolo, squadra in cui ebbe anche la sua prima esperienza da allenatore, prima di ritirarsi nel 1963.

### Nazionale
Ha giocato 41 partite per il Brasile, venendo incluso tra i convocati per varie competizioni; nel 1949 vinse il Campeonato Sudamericano de Football, aggiudicandosi inoltre il titolo di capocannoniere. Rimase particolarmente segnato dalla sconfitta nella finale del campionato del mondo 1950, tanto da dichiarare: «mi porterò questo dolore nella tomba, ma, una volta in cielo, chiederei a Dio perché perdemmo il titolo più importante».

## Palmarès

### Giocatore

#### Club

##### Competizioni statali
- Campionato Carioca: 1

Vasco da Gama: 1945
- Campionato paulista: 3

Palmeiras: 1950
Santos: 1956, 1958

##### Competizioni nazionali
- Torneo Rio-San Paolo: 2

Palmeiras: 1951
Santos: 1959

##### Competizioni internazionali
- Torneo Internazionale dei Club Campioni: 1

Palmeiras: 1951

#### Nazionale
- Copa Roca: 1

1945
- Copa Rio Branco: 2

1947, 1950
- Campeonato Sudamericano de Football: 1

Brasile 1949

#### Individuale
- Capocannoniere del Campeonato Sudamericano de Football: 1

Brasile 1949 (9 gol)

### Videografia
- Federico Ferri, Federico Buffa, Storie Mondiali: Il Maracanazo (1950), Sky Sport, 2014.